# سيرجيو بيزوتا
سيرجيو فابيان بيزوتا (ولد في 28 نوفمبر 1967 في بلدة روساريو) وهو حكم كرة قدم أرجنتيني. حكم في دوري الدرجة الأولى المحلي عام 1999 وأيضا كان حكم الاتحاد الدولي لكرة القدم دولياً عام 2000.
بعد أن تقاعد الحكم الأرجنتيني هوراسيو إليزوندو، أصبح بيزوتا الحكم الأرجنتيني الأفضل وعيين ليكون حكم لكوبا أمريكا 2007 حيث حكم ثلاث مباريات (البرازيل ضد المكسيك، البرازيل ضد الإكوادور؛ ومباراتي المكسيك وباراغواي في دور المجموعات ودور ربع النهائي).

## الأصابة
بعد أن أصيب تم استثنائه عن الاختبارات التمهيدية لكأس العالم 2010 وعيين هيكتور بالداسي بدلاً منه ليمثل الاتحاد الأرجنتيني لكرة القدم.
استعاد بيزوتا لياقته الكاملة في عام 2011 وعيين حكما لبطولة كوبا أمريكا والتي كانت الثانية له؛ وعقدت في الأرجنتين.
بدايات عام 2011 تولى مسؤولية مباراة الإياب في نهائي كوبا ليبرتادوريس وفاز سانتوس على بينارول وحصل على الكأس.

## روابط خارجية
- حكم العالم - سيرجيو بيزوتا نسخة محفوظة 11 سبتمبر 2012 على موقع واي باك مشين.